# Walter Dix
Walter Dix (Coral Springs, 31 gennaio 1986) è un ex velocista statunitense, vincitore di due medaglie di bronzo ai Giochi olimpici di Pechino 2008.
È il settimo atleta più veloce di sempre sui 200 metri piani con il tempo di 19"53, ottenuto a Bruxelles il 16 settembre 2011.

## Biografia
Durante gli anni degli studi presso l'Università statale della Florida, in cui è stato anche membro dei Phi Beta Sigma, si è laureato campione universitario per otto volte, aggiudicandosi i titoli outdoor di 100 metri piani (2005 e 2007), 200 metri piani (2006, 2007 e 2008) e staffetta 4×100 metri (2008), oltre a quello indoor dei 200 metri piani (2006).
Nel 2007 durante le finali universitarie dell'est ha stabilito il nuovo record di categoria sui 200 metri correndo in 19"69, allora quinto tempo di sempre e miglior tempo mondiale stagionale, battendo un record che resisteva dal 1988. Sempre nel 2007, ai campionati universitari, stabilisce anche il record di categoria dei 100 metri con 9"93 diventando così anche il primo uomo dal 1969 ad aggiudicarsi 100, 200 e 4×100 m.
Nel 2008 ha subito un infortunio ad un tendine delle gambe che ha inciso negativamente sulla sua preparazione, tanto da portarlo a laurearsi campione universitario nei 200 m e a giungere solamente quarto nei 100. Il 29 giugno ai trials di Eugene, nell'Oregon, giunge al secondo posto sui 100 metri con il tempo di 9"80, conquistando così il diritto di partecipare ai Giochi olimpici di Pechino. Qualificazione olimpica che una settimana dopo conquista anche nei 200 metri, vincendo la gara dei trials in 19"86.
Il 16 agosto, ai Giochi olimpici, vince il bronzo nei 100 metri, chiudendo dietro al neoprimatista mondiale Usain Bolt e al trinidadiano Richard Thompson. Il 20 agosto nella gara olimpica dei 200 m, dopo le squalifiche di Churandy Martina e di Wallace Spearmon, entrambe per invasione di corsia, si aggiudica il bronzo anche in questa specialità.
Nel 2011 ai Mondiali di Taegu si aggiudica due medaglie d'argento, giungendo secondo sui 100 m piani, preceduto da Yohan Blake, e sui 200 m piani, battuto da Usain Bolt. Il 16 settembre al Memorial Van Damme di Bruxelles stabilisce il suo nuovo record personale sui 200 m, fermando il cronometro sul tempo di 19"53 nella gara vinta dal giamaicano Yohan Blake.
Il 2012 per Dix è un anno difficile; arriva in condizioni non ottimali all'appuntamento dei trials statunitensi, in cui fallisce la qualificazione sia nei 100 che nei 200 m piani.

## Palmarès
| Anno | Manifestazione  | Sede    | Evento      | Risultato | Prestazione | Note                                     |
| ---- | --------------- | ------- | ----------- | --------- | ----------- | ---------------------------------------- |
| 2008 | Giochi olimpici | Pechino | 100 m piani | Bronzo    | 9"91        | Miglior prestazione personale            |
| 2008 | Giochi olimpici | Pechino | 200 m piani | Bronzo    | 19"98       |                                          |
| 2011 | Mondiali        | Taegu   | 100 m piani | Argento   | 10"08       |                                          |
| 2011 | Mondiali        | Taegu   | 200 m piani | Argento   | 19"70       | Miglior prestazione personale stagionale |
| 2011 | Mondiali        | Taegu   | 4×100 m     | Finale    | dnf         |                                          |

## Campionati nazionali
- 2 volte campione nazionale dei 100 metri piani (2010, 2011)
- 2 volte campione nazionale dei 200 metri piani (2008, 2011)

## Altre competizioni internazionali
2011
- Vincitore della Diamond League nella specialità dei 200 m piani (16 punti)